# Гольсен
Го́льсен (нем. Golßen) — город в Германии, в земле Бранденбург.
Входит в состав района Даме-Шпревальд. Подчиняется управлению Гольсенер Ланд.  
Занимает площадь 63,00 км². Официальный код  —  12 0 61 164.
Город подразделяется на 8 городских районов.

## Население
| Год  | Население |
| ---- | --------- |
| 1990 | 3 125     |
| 1995 | 2 995     |
| 2000 | 2 994     |
| 2005 | 2 817     |
| 2010 | 2 616     |
| 2015 | 2 567     |
| 2020 | 2 507     |